# Lonquimay
Lonquimay – miasto w Chile, w regionie Araukania, w prowincji Malleco.